# Gotō Mototsugu
Pour les articles homonymes, voir Goto.
Gotō Mototsugu est un nom japonais traditionnel ; le nom de famille (ou le nom d'école), Gotō, précède donc le prénom (ou le nom d'artiste).
Gotō Mototsugu (後藤 基次, 5 mai 1565-2 juin 1615), aussi connu sous le nom de Gotō Matabei (後藤 又兵衛), est un samouraï de la fin de la période Sengoku et du début de l'époque d'Edo. Il sert d'abord Kuroda Yoshitaka mais finit par prendre ses distances avec le clan Kuroda après la mort de Kuroda Yoshitaku. Il se range ensuite du côté de Toyotomi Hideyori avant d'être tué à la bataille de Dōmyōji durant le siège d'Osaka en 1615.
Durant le second siège de Jinju en 1593, pendant l'invasion de la Corée par Hideyoshi, Gotō est le premier samouraï à entrer dans le château de Jinju.
Durant le siège d'Osaka, Gotō est l'un des généraux les plus compétents de l'armée de l'Ouest de Toyotomi Hideyori. Il est commandant en chef à la bataille de Dōmyōji où, en grande infériorité numérique, il doit se battre sans renforts car ceux-ci se sont égarés dans le brouillard. Incapable de conserver sa position sans nouvelles troupes, Gotō est défait et tué.